# 李運飛
李 運飛（り うんひ、ラテン文字：Yunfei LI、1979年6月11日 - ）は、中華人民共和国黒竜江省ハルビン市出身の男性フィギュアスケート選手。2002年ソルトレイクシティオリンピック男子シングル中国代表。1999年ユニバーシアード優勝。

## 経歴
中国のハルビンに生まれ、5歳のころにスケートを始めた。1993-1994年シーズン、14歳のときに初めて出場した世界ジュニア選手権で7位となったが、しばらく国際大会に出場することはなかった。1997-1998年シーズン、4シーズンぶりに出場した世界ジュニア選手権で3位となる。1999年ユニバーシアードで優勝し、2001年世界選手権では6位入賞となった。
2001-2002年シーズン、ISUグランプリシリーズに初参戦。2002年ソルトレイクシティオリンピックではフリースケーティングで大きなミスがあり総合20位に終わった。2003-2004年シーズンを最後に国際大会から退く。

## 主な戦績
| 大会/年            | 1997-98 | 1998-99 | 1999-00 | 2000-01 | 2001-02 | 2002-03 | 2003-04 |
| ------------------ | ------- | ------- | ------- | ------- | ------- | ------- | ------- |
| 冬季オリンピック   |         |         |         |         | 20      |         |         |
| 世界選手権         |         |         |         | 6       |         |         |         |
| 四大陸選手権       |         |         | 11      | 8       |         | 7       |         |
| 中国選手権         |         |         |         |         |         | 2       | 4       |
| GPラリック杯       |         |         |         |         | 10      |         | 10      |
| GPロシア杯         |         |         |         |         | 棄権    |         |         |
| GPNHK杯            |         |         |         |         |         | 4       | 8       |
| フィンランディア杯 |         |         |         | 2       |         |         |         |
| ユニバーシアード   |         | 1       |         |         |         |         |         |
| アジア大会         |         |         |         |         |         | 5       |         |
| 世界Jr.選手権      | 3       |         |         |         |         |         |         |